# Kaguraden

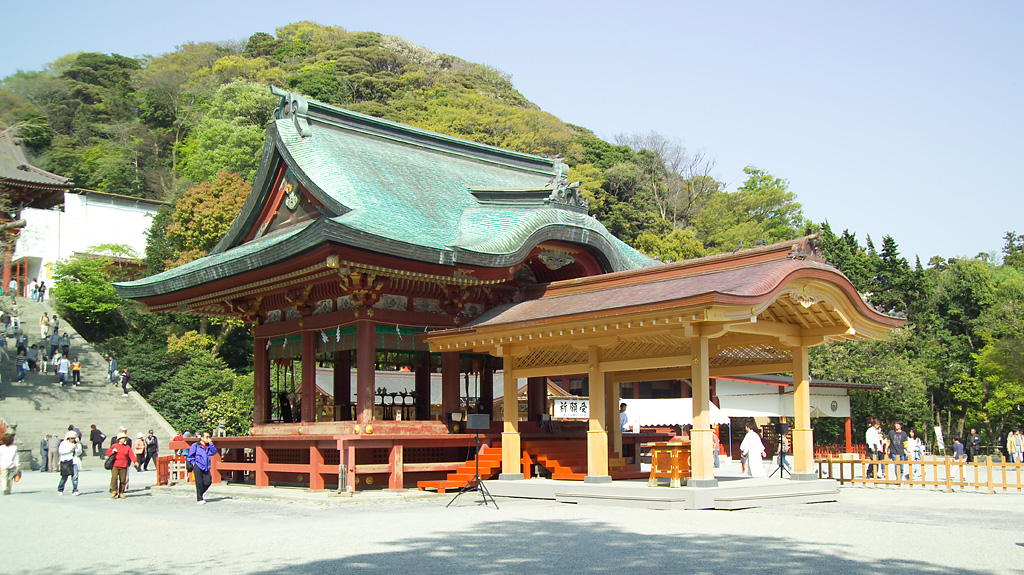
Kaguraden del santuario Tsurugaoka Hachiman-gū

El kaguraden o kaguradono  (神楽殿?  lit. palacio de kagura), también maidono (舞殿?  palacio de danza), es la edificación dentro de un santuario sintoísta donde la danza (kagura) y la música son ofrecidos al kami durante las ceremonias.
Originalmente fue un escenario temporal, mencionado por primera vez en un texto del siglo IX describiendo un maidono en frente del Santuario Hirano. Un siglo después se convirtió en una estructura permanente del santuario, y su uso fue extendido durante el período Kamakura como un salón de adoración. Actualmente es usado para bodas y ejecuciones de nō. Algunos eruditos creen que el heiden, o sala de adoración, tiene sus orígenes en el kaguraden.